# Абдуллаев, Пулат Хабибович
Пула́т Хаби́бович Абдулла́ев (род. 16 января 1942) — советский и российский дипломат. Сын геолога и бывшего президента Академии наук Узбекской ССР Хабиба Абдуллаева. Чрезвычайный и полномочный посол (1993).

## Биография
Учился 1 семестр в Среднеазиатском политехническом институте, окончил Московский государственный институт международных отношений (МГИМО) МИД СССР (1966). Владеет английским и французским языками.
- В 1977—1983 годах — первый секретарь, советник Посольства СССР в Бельгии.
- В 1983—1986 годах — советник в Отделе международных организаций МИД СССР.
- В 1986—1991 годах — советник-посланник посольства СССР в Бельгии.
- С 21 марта 1991 по 26 мая 1995 года — чрезвычайный и полномочный посол СССР, затем Российской Федерации в Джибути[1][2].
- В 1995—2000 годах — главный советник Департамента по вопросам безопасности и разоружения МИД России.
- С 26 мая 2000 по 24 марта 2006 года — чрезвычайный и полномочный посол Российской Федерации в Камеруне и в Экваториальной Гвинее по совместительству[3][4].

## Дипломатический ранг
- Чрезвычайный и полномочный посланник 1 класса (21 марта 1991)[5].
- Чрезвычайный и полномочный посол (18 октября 1993)[6].

## Награды
- Орден Почёта (21 сентября 2002) — За многолетнюю плодотворную работу и активное участие в проведении внешнеполитического курса Российской Федерации[7].

## Семья
Женат, имеет двоих детей.

## Публикации
- П.Х. Абдуллаев — автор (под псевдонимом А. Платов) книги «Так говорил Наполеон» (2003) — ISBN 5-03-003548-6.